# Kupu
Kupu es un editor de textos de código libre que se integra fácilmente en un Sistema de gestión de contenido. Está preparado para Mozilla, Netscape y Internet Explorer. Fue escrito por Paul Everitt, Guido Wesdorp y Philipp von Weitershausen y muchos más contribuidores para mejorar el código de JavaScript, la arquitectura, soporte de estándares, soporte para otros servidores webs distintos de Zope, configurabilidad y otras características.

## Significado del nombre
Kupu es una palabra de origen maorí y significa palabra, declaración, observación. Kupu kupu es un vocablo indonesio y significa mariposa. De ahí que la mascota de Kupu sea una mariposa azul.

## Características
- Fácil de integrar: puede ser fácilmente integrado en una gran variedad de CMS. Actualmente cuenta con código de integración para Zope 2, Silva, Plone y Apache Lenya. Esperemos que el grupo de desarrollo de Kupu añada código para integrar Kupu en MMBase, Interchange y muchos más en un futuro cercano.
- Fácil de personalizar y ampliar: puede ser personalizado y ampliado de muchos modos. Para sencillas modificaciones de la configuración muchos atributos se pueden configurar como atributos sobre el propio redactor, mientras los botones, instrumentos y la disposición pueden ser cambiados vía el CSS. Para personalizaciones más grandes hay un API basado en un sencillo complemento de JavaScript, y también el núcleo tiene una arquitectura limpia y sólida para permitir una extensibilidad completa.
- Alta tecnología y actualizado constantemente: usa hojas de estilo y código HTML para la disposición y presentación. Favorece el ahorro asíncrono al servidor. Incluye un corrector HTML para dejar el código más limpio. Usa funcionalidades DOM para crear código HTML. Procura usar las técnicas estandarizadas más modernas disponibles para todos los navegadores para asegurar una experiencia de usuario buena y generar un código limpio.